# Scottolana bulbifera
Scottolana bulbifera is een eenoogkreeftjessoort uit de familie van de Canuellidae. De wetenschappelijke naam van de soort is voor het eerst geldig gepubliceerd in 1971 door Chislenko.